# Демографическая политика России

Система знаний о народонаселении

Демографи́ческая поли́тика Росси́и — комплекс мер, принимаемых государством для управления демографическими процессами в стране или регионе. Политика направлена на регулирование рождаемости, смертности, миграции и структуры населения с целью достижения социально-экономических, политических и культурных целей. Включает в себя такие аспекты, как семейная политика, миграционное законодательство, здравоохранение, образование и социальное обеспечение.

## Демографическая политика в СССР
Демографическая политика СССР включала в себя различные меры и программы, направленные на регулирование рождаемости, смертности и миграции населения. Основные цели демографической политики СССР включали увеличение численности населения, повышение рождаемости, снижение смертности и обеспечение равномерного распределения населения на территории страны.
В 1944 году был принят Указ Верховного Совета СССР, где упоминалась необходимость «поощрения многодетности» и вводился комплекс мер, обеспечивающих такую политику.
Государственные дошкольные учреждения, то есть детские сады, должны были способствовать «раскрепощению женщины», то есть позволяли сочетать материнство с участием в производстве. Такие меры в сочетании с другими способствовали укреплению модели «двух кормильцев при государственном уходе за детьми».
На XXV съезде КПСС была поставлена цель разработать эффективную демографическую политику.
В 1980 годах СССР столкнулся с проблемой старения населения и снижения рождаемости. В ответ на это были предприняты меры по стимулированию рождаемости, такие как повышение пособий для матерей, предоставление льгот для семей с детьми и другие социальные меры. Однако эти меры не смогли полностью справиться с проблемой снижения рождаемости.
В 1975 году впервые в послевоенное время происходит не снижение, а повышение рождаемости, связанное отчасти с проведением государством активной демографической политики.

## Развитие демографической политики в Российской Федерации

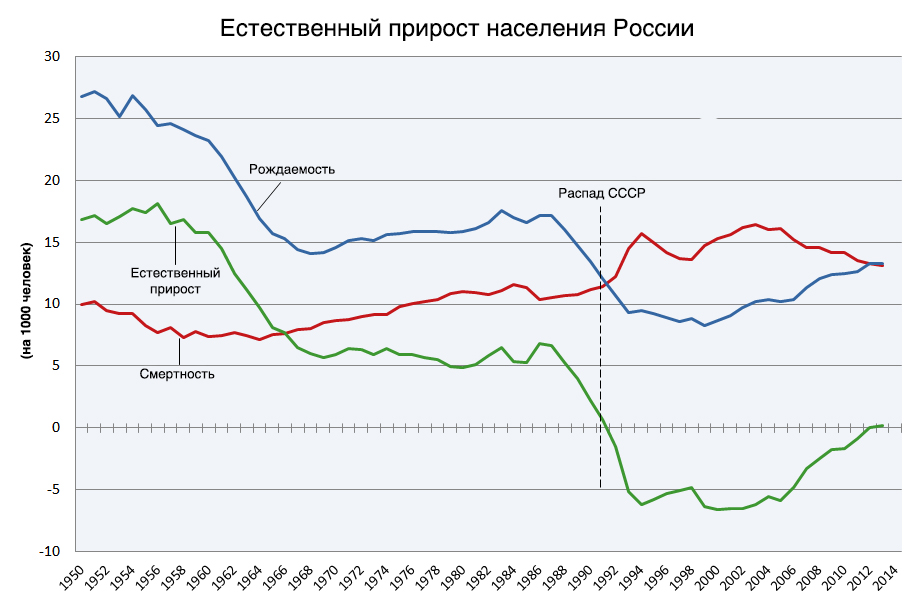
Естественный прирост населения России (1950—2014).
Рождаемость
Смертность
Естественный прирост

Проводились мероприятия по развитию сети детских садов, школ, медицинских учреждений и специальных программ поддержки молодых семей. Другие направления демографической политики включают программы по борьбе с детскими болезнями и снижению детской смертности, меры по улучшению качества медицинского обслуживания, поддержку молодёжи и создание условий для реализации их потенциала, а также программы по привлечению мигрантов для компенсации демографического дефицита. Важным аспектом демографической политики является также развитие системы социальной защиты, включая пенсионную систему, медицинское обслуживание и социальное обеспечение.